# Trnávka (okres Dunajská Streda)
Trnávka (Hongaars:Csallóköztárnok) is een Slowaakse gemeente in de regio Trnava, en maakt deel uit van het district Dunajská Streda.
Trnávka telt 431 inwoners.